# El Norte
El Norte is een Amerikaanse onafhankelijke dramafilm uit 1983, geregisseerd door Gregory Nava. De film speelt zich af vanuit het oogpunt van illegale Amerikaanse immigranten, iets wat de film uniek maakte, meer dan veel andere films die over immigratie gingen.
De film was genomineerd voor een Oscar voor beste originele scenario werd in 1995 opgenomen in het National Film Registry.

## Verhaal
De film bestaat uit drie onderdelen. Ieder onderdeel speelt zich op een andere locatie af en heeft een andere titel.

### Arturo Xuncax
Het eerste onderdeel speelt zich af in het dorp San Pedro, Guatemala, waar de familie Xuncax woont. De boeren in het dorp worden uitgebuit en plannen een bijeenkomst om een mogelijke opstand in gang te zetten. Hierbij is Arturo, het hoofd van de familie, aanwezig. De bijeenkomst is echter verraden door het leger. Nadat Arturo tijdens het militaire ingrijpen een soldaat vermoord heeft, wordt hij midden op het plein opgehangen. De volgende dag is Arturo's vrouw door het leger uit haar huis meegenomen waardoor zijn zoon Enrique en zijn dochter Rosa besluiten te vluchten naar de Verenigde Staten.

### Coyote
Het tweede onderdeel speelt zich af in Mexico waar ze door te liften in de grensstad Tijuana terechtkomen. In de stad komen ze een vreemde man tegen die belooft hen over de grens heen te krijgen, maar hij blijkt het alleen maar gezegd te hebben om ze te kunnen beroven. Ze worden echter gered door de grenswacht die ze meeneemt naar het bureau waar wordt nagegaan of ze echt Mexicanen zijn. Door ineens veel te gaan vloeken, zoals werd geadviseerd door een vriend, weet Enrique de grenspolitie wijs te maken dat ze echt uit Mexico komen en ze worden teruggebracht naar Tijuana. Enrique neemt contact op met een vriend van iemand die hij kende in Guatemala. Deze man toont hun een oude rioleringsbuis die eindigt aan de andere kant van de grens. De buis waar ze doorheen moeten kruipen is lang en ze worden aangevallen door ratten maar ze weten uiteindelijk terecht te komen in San Diego.

### The North
In San Diego nemen ze allebei een baan, Enrique als kok en Rosa als huishoudhulp, en beginnen ze Engels te leren op een avondschool. Al snel weet Enrique promotie te maken, waardoor zijn collega's jaloers worden. Hij krijgt ineens een managementbaan aangeboden in een fabriek in Chicago, maar Enrique slaat die in eerste instantie af. Als hij de volgende dag erachter komt dat een jaloerse collega de immigratiedienst heeft gebeld, besluit hij de baan toch te nemen en moet hij die nacht nog naar het vliegveld gaan. Als hij aan het inpakken is, komt hij erachter dat Rosa stervende is door een rattenbeet. Doordat hij verplicht is aan het sterfbed van zijn zus te zitten loopt hij het vliegtuig en zijn baan in Chicago mis. Nadat Rosa is overleden staat Enrique met een groep andere illegalen in de rij om zware dwangarbeid te kunnen verrichten voor weinig geld.

## Rolverdeling
| Acteur                 | Personage      |
| ---------------------- | -------------- |
| Zaide Silvia Gutiérrez | Rosa Xuncax    |
| David Villalpando      | Enrique Xuncax |
| Ernesto Gómez Cruz     | Arturo Xuncax  |
| Lupe Ontiveros         | Nacha          |
| Trinidad Silva         | Monte Bravo    |
| Tony Plana             | Carlos         |
| Diane Cary             | Alice Harper   |
| Mike Gomez             | Jaime          |

## Achtergrond

### Productie
Het idee voor El Norte ontstond door Gregory Nava’s eigen ervaringen in San Diego. Hij woonde in zijn jeugd aan de grens, en stak deze meerder malen over.
Nava en Anna Thomas hadden twee jaar nodig om de financiering voor El Norte rond te krijgen. Ze klopten bewust niet aan bij een grote filmstudio of televisienetwerk voor steun, omdat deze dan zeker zouden eisen dat ofwel het scenario, of de acteurs zouden worden aangepast. De financiering werd grotendeels geregeld door PBS's American Playhouse (50%).
Opnames vonden plaats in Mexico en Californië. In Mexico werd onder andere gefilmd in Chiapas, Morelos, Mexico-Stad en Tijuana. In Californië werd gefilmd in San Diego en Los Angeles. De opnames in Mexico brachten grote problemen met zich mee. Zo werd de set een keer aangevallen door mannen met machinegeweren, en werden Nava en zijn filmcrew uiteindelijk zelfs het land uitgezet. Het kostte veel moeite om de film het land uit te smokkelen en de kostuums van de acteurs terug te krijgen. De opnames moesten worden voltooid in Californië. Hiervoor moest Nava een Mexicaans dorp laten nabouwen in Californië.

### Filmmuziek
De muziek voor de film werd geproduceerd in Frankrijk door Island/Phono-Gram. Het album werd geproduceerd door Gregory Nava en Danny Holloway. De cd bevat originele muziek van Los Folkloristas, Emil Richards, en Linda O'Brian.

### Ontvangst
El Norte ging in première op het Telluride Film Festival in 1983, en werd groots uitgebracht in 1984.
De film ontving over het algemeen positieve reacties van critici. Het tijdschrift Variety omschreef de film als “de eerste epische onafhankelijke film van Amerika”. Wel waren sommige critici niet te spreken over de slechte afloop van het verhaal.
De film wordt vandaag de dag vaak gebruikt voor Spaanse lessen op Amerikaanse middelbare scholen, en voor multiculturele studies op hogere scholen.

## Prijzen en nominaties
In 1984 won El Norte de “Grand Prix des Amériques” op het Festival des films du monde de Montréal.
In 1985 werd de film genomineerd voor een Academy Award in de categorie “beste scenario”, en een WGA Award in de categorie beste scenario geschreven voor een film.